# Festival de las flores (Mazamitla)
El Festival de las flores es una feria anual que se celebra todos los fines de semana del mes de octubre en la localidad de Mazamitla, teniendo como tema principal la Flora del Municipio. Siendo la Amapola silvestre su flor insignia.
El evento se celebra por segunda ocasión durante 2008.

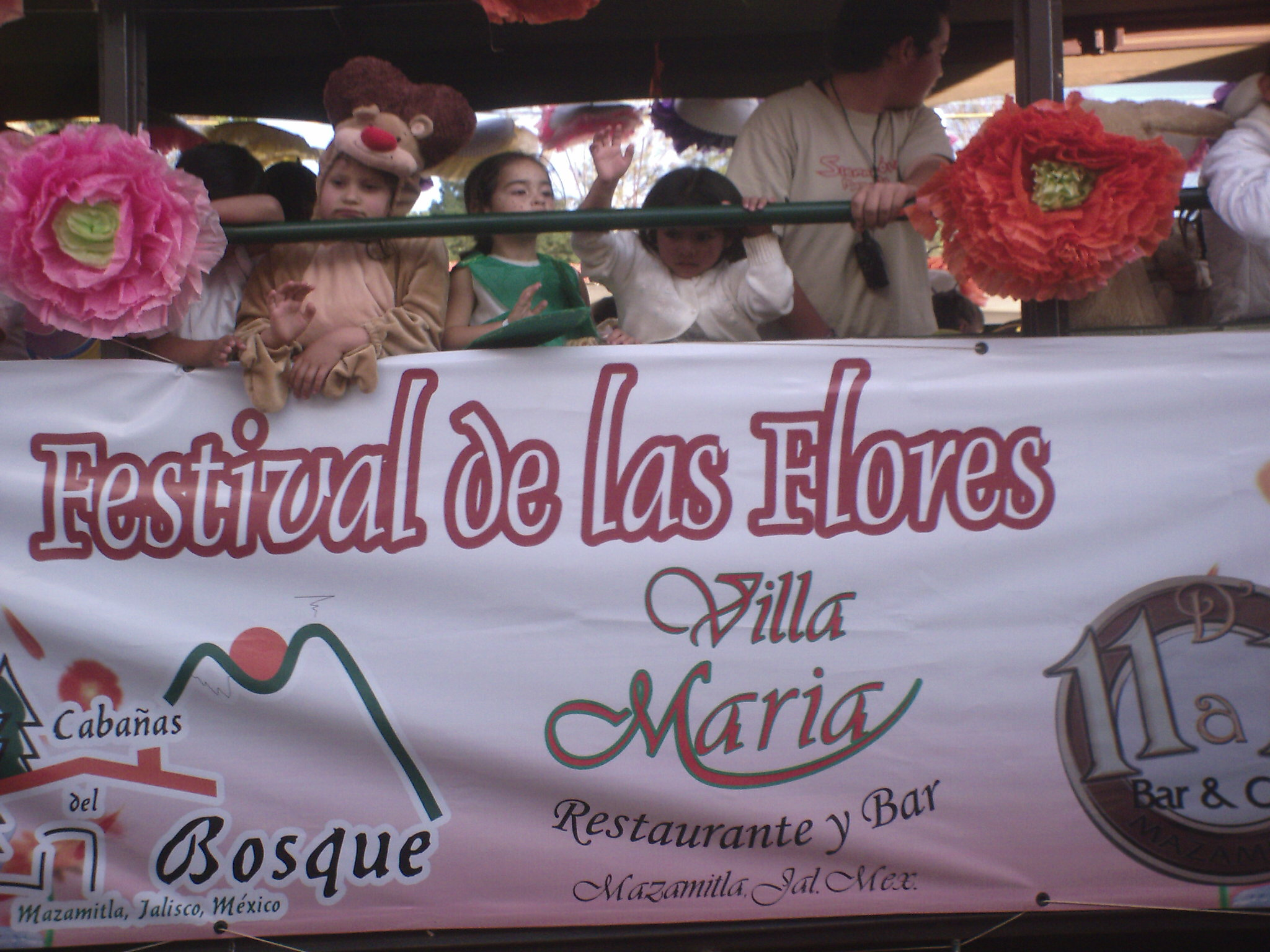
Festival de las flores en Mazamitla.

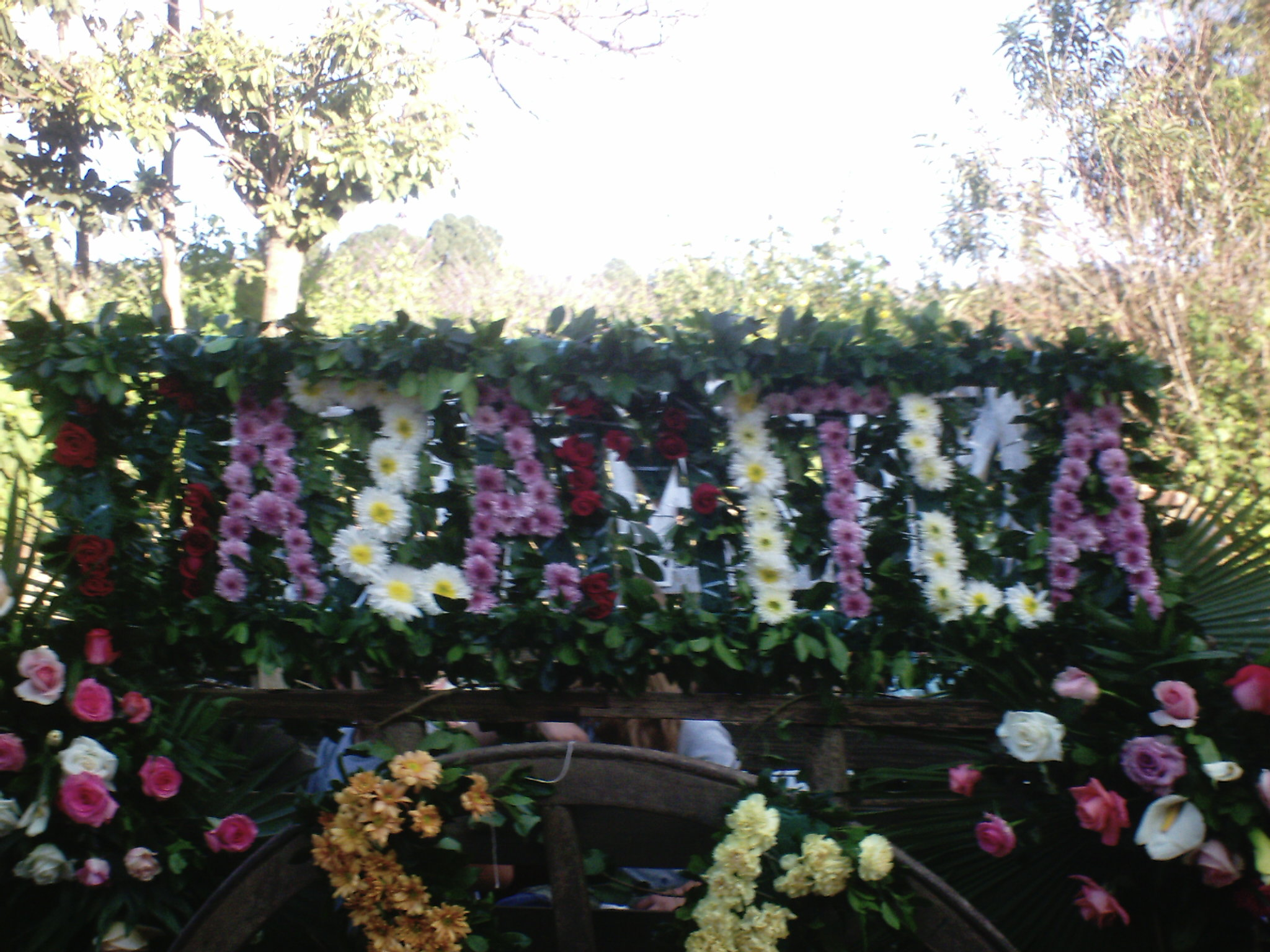
Mazamitla escrito con flores.

## Presentaciones estelares

### Primera edición 2007
- Orquesta filarmónica de Guadalajara presentado en la iglesia
- Ballett Folklórico de Chapingo presentado en la plaza municipal

### Segunda edición 2008
- Marco Fregoso presentado como "Serenata de Mariachi en la Plaza Principal"
- Mariachi Vargas de Tecalitlán y la Orquesta Filarmónica de Querétaro presentado como "Concierto en el Bosque"